# 프랑스 공산당
프랑스 공산당(프랑스어: Parti communiste français, PCF)은 프랑스의 공산당으로 러시아 혁명 과정에서 볼셰비키를 지지한 노동자 인터내셔널 프랑스 지부 혁신파에 의해 1920년에 창설되었다.
초창기의 프랑스 공산당은 반식민주의와 반제국주의를 지지하는 소수 세력이었으나, 프롤레타리아의 이익을 대변하며 노동계급의 지지를 바탕으로 대중정당으로 성장했고, 1936년에는 인민전선 창립을 주도해 여당이 되었다.
프랑스 공산당은 제2차 세계 대전 중 나치 독일의 괴뢰국인 비시 프랑스와 나치의 프랑스 점령에 대항하는 레지스탕스 운동의 주축이자 추축국 침공에 대항하는 반파시즘 저항운동에서 유고슬라비아 파르티잔 다음으로 큰 정치 세력이었다. 또한 이 정당은 1944년 프랑스 해방에서 가장 거대한 공헌을 한 집단이었다.
레지스탕스 주축으로서 종전 이후에도 높은 인기를 누렸음에도 불구하고 프랑스 공산당은 우익 세력의 견재로 인해 집권하지 못했으며, 1958년부터 샤를 드골 정권이 프랑스 공산당의 정치 활동을 탄압하기 시작하였다.
1968년 프랑스에서 발생한 68혁명의 여파로 신좌파가 득세하면서 학생운동을 비판해왔던 프랑스 공산당은 구좌파로 낙인찍히며 세력이 크게 위축되었다. 이에 위기를 느낀 공산당은 1973년 사회당과 동맹을 맺고 1981년 수립된 프랑수아 미테랑 내각과, 1997년 수립된 리오넬 조스팽 내각에 입각하였다.
그러나 2000년대부터 프랑스 공산당은 당세가 다시 크게 하락하였으며, 좌파당이 이끄는 좌파전선에 의탁하여 중앙정치에서 명맥을 유지하고 있다. 하지만 지방정치에서 프랑스 공산당은 여전히 강력한 영향력을 미치고 있으며 특히 파리와  수도권 지역에서 지지세가 높다.

## 이념
원래 프랑스 공산당은 혁명적 사회주의를 추구하는 혁명당이자 마르크스주의를 주창하는 정통 공산당이었으나, 1970년대를 거치며 자본주의를 선호하는 개량주의 입장으로 선회하였다.
현재 프랑스 공산당 내부에는 마르크스-레닌주의를 지지하는 정통파와 사회민주주의를 지지하는 개량파가 대립하고 있으며, 전자는 청년당원의 지지를 후자는 당수인 파비앙 루셀의 지지를 받고 있다.